# Stow (Massachusetts)
Stow é uma vila localizada no condado de Middlesex no estado estadounidense de Massachusetts. No Censo de 2010 tinha uma população de 6.590 habitantes e uma densidade populacional de 141,47 pessoas por km².

## História
Antes de sua incorporação em 1683, Stow era denominada Plantação Pompositticut.

## Geografia
Stow encontra-se localizado nas coordenadas 42° 25′ 47″ N, 71° 30′ 45″ O. Segundo o Departamento do Censo dos Estados Unidos, Stow tem uma superfície total de 46.58 km², da qual 44.84 km² correspondem a terra firme e (3.74%) 1.74 km² é água.

## Demografia
Segundo o censo de 2010, tinha 6.590 pessoas residindo em Stow. A densidade populacional era de 141,47 hab./km². Dos 6.590 habitantes, Stow estava composto pelo 93.61% brancos, o 0.67% eram afroamericanos, o 0.17% eram amerindios, o 3.31% eram asiáticos, o 0% eram insulares do Pacífico, o 0.38% eram de outras raças e o 1.87% pertenciam a duas ou mais raças. Do total da população o 1.85% eram hispanos ou latinos de qualquer raça.